# فرودگاه استیجاری مانتگامری-گیبس
فرودگاه صحرایی مانتگامری (به انگلیسی: Montgomery Field) یک فرودگاه همگانی با کد یاتا MYF است که یک باند فرود آسفالت دارد و طول باند آن ۱۰۳۶ متر است. این فرودگاه در شهر سن دیگو کشور ایالات متحده آمریکا قرار دارد و در ارتفاع ۱۳۰٫۱ متری از سطح دریا واقع شده‌است.